# Wyomia Tyus
Pour les articles homonymes, voir Tyus.
Wyomia Tyus, née le 29 août 1945 à Griffin en Géorgie, est une ancienne athlète américaine et la première athlète (hommes et femmes confondus) à défendre son titre olympique du 100 m avec succès.

## Carrière
Tyus a participé aux Jeux olympiques d'été de 1964 à l'âge de 19 ans. En série, elle égale le record du monde de Wilma Rudolph, devenant ainsi comme la favorite de la finale, sa principale rivale étant sa compatriote Edith McGuire. Tyus gagna la finale, battant McGuire de deux dixièmes. Aux mêmes jeux, elle remporta encore une médaille d'argent avec le relais 4 × 100 m.
Les années suivantes, Tyus remporta de nombreux titres nationaux et une médaille d'or aux Jeux panaméricains sur 200 m. En 1968, elle se rendit aux Jeux olympiques pour défendre son titre. En finale, elle établit un nouveau record du monde et devint la première femme à défendre victorieusement le titre olympique sur 100 m. Elle se qualifia aussi pour la finale du 200 m qu'elle termina à la sixième place. Dernière relayeuse du 4 × 100 m américain, elle remporta une nouvelle médaille d'or avec un nouveau record du monde.
Elle se retira de la compétition après ces jeux de 1968.

## Palmarès

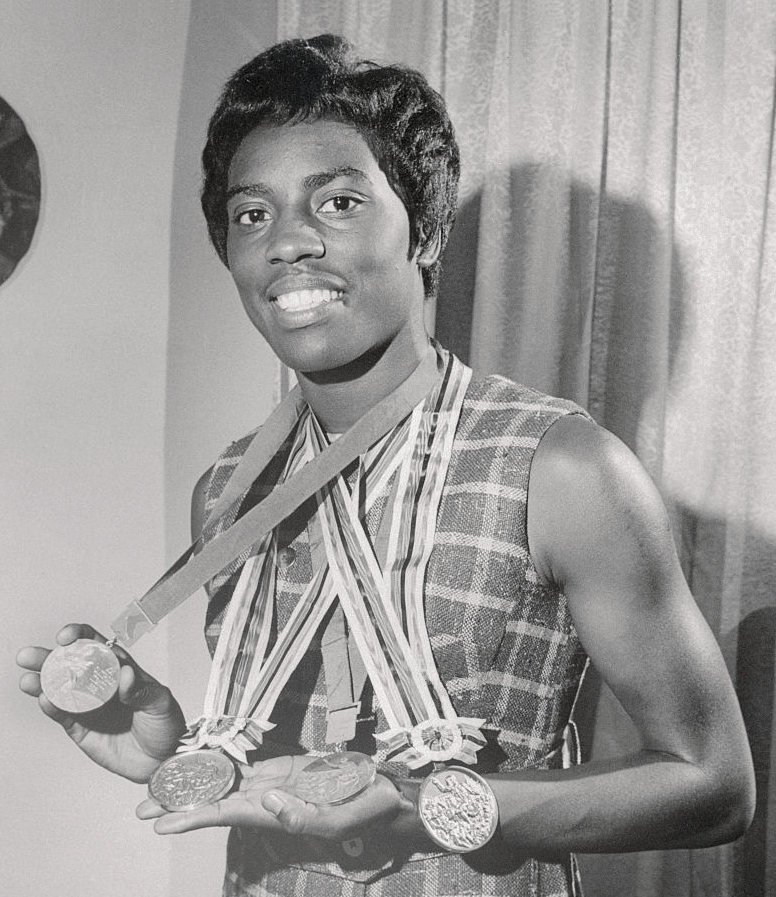
Wyomia Tyus en 1968.

| Date | Compétition        | Lieu     | Résultat | Épreuve   | Temps   |
| ---- | ------------------ | -------- | -------- | --------- | ------- |
| 1964 | Jeux olympiques    | Tokyo    | 1re      | 100 m     | 11 s 4  |
| 1964 | Jeux olympiques    | Tokyo    | 2e       | 4 × 100 m | 43 s 9  |
| 1967 | Jeux panaméricains | Winnipeg | 1re      | 200 m     | 23 s 78 |
| 1968 | Jeux olympiques    | Mexico   | 1re      | 100 m     | 11 s 0  |
| 1968 | Jeux olympiques    | Mexico   | 6e       | 200 m     | 23 s 0  |
| 1968 | Jeux olympiques    | Mexico   | 1re      | 4 × 100 m | 42 s 8  |

### Records du monde
- record du monde du 100 m en 11 s 2 le 15 avril 1964 à Tokyo
- record du monde du 100 m en 11 s 1 le 31 juillet 1965 à Kiev
- record du monde du 100 m en 11 s 1 le 21 avril 1968 à Mexico
- record du monde du 100 m en 11 s 0 le 15 octobre 1968 à Mexico